# Niechaczewo
Niechaczewo (biał. Няхачава; ros. Нехачево) – wieś na Białorusi, w obwodzie brzeskim, w rejonie iwacewickim, w sielsowiecie Stajki, przy drodze republikańskiej R2.
Znajduje tu się stacja kolejowa Kosów Poleski, położona na linii Moskwa - Mińsk - Brześć.
W dwudziestoleciu międzywojennym leżało w Polsce, w województwie poleskim, w powiecie kosowskim/iwacewickim, w gminie Kosów. Po II wojnie światowej w granicach Związku Sowieckiego. Od 1991 w niepodległej Białorusi.